# Belbèze-en-Lomagne
Belbèze-en-Lomagne (do 2014 roku pod nazwą Belbèse) – miejscowość i gmina we Francji, w regionie Oksytania, w departamencie Tarn i Garonna. W 2013 roku populacja gminy wynosiła 139 mieszkańców. 
3 grudnia 2014 roku zmieniono nazwę gminy z Belbèze na Belbèze-en-Lomagne. 